# Élection partielle canadienne de 2022
L'élection partielle canadienne de 2022 a lieu le 12 décembre dans la circonscription ontarienne de Mississauga—Lakeshore. Elle est déclenchée à la suite de la démission du député Sven Spengemann (en), membre du Parti libéral du Canada. 

## Contexte
Le député libéral Sven Spengemann (en) démissionne le 18 mai 2022 pour accepter un poste aux Nations unies. Cette démission arrive moins de huit mois après sa réélection en septembre 2021.
Cette circonscription est considérée comme relativement sûre pour les libéraux qui la détiennent depuis sa nouvelle recomposition en 2015 avec comme député Spengemann. Auparavant, la circonscription abolie de Mississauga-Sud avait été détenue de 1993 à 2011 par le libéral Paul Szabo. Ce dernier n'avait perdu le siège qu'en 2011 lorsqu'à l'échelle nationale le Parti libéral avait subi une large défaite le relayant au troisième rang derrière les conservateurs et les néo-démocrates.

## Campagne
Le 6 novembre 2022, le premier ministre Justin Trudeau annonce la tenue d'une
élection partielle le 12 décembre 2022 dans Mississauga—Lakeshore amorçant ainsi officiellement la campagne électorale,.

### Candidats
- Charles Sousa, candidat du Parti libéral du Canada, est député provincial à l'Assemblée législative de l'Ontario de la circonscription de Mississauga-Sud de 2007 à 2018, ministre du Travail de 2010 à 2011 et de la Citoyenneté et de l'Immigration de 2011 à 2012 dans le gouvernement McGuinty (en) et ministre des Finances dans le gouvernement Wynne de 2013 à 2018[4] ;
- Ron Chhinzer, candidat du Parti conservateur du Canada, est un ancien policier de Toronto devenu vice-président d'une société canadienne de technologie financière[5] ;
- Julia Kole, candidate du Nouveau Parti démocratique, est une assistante de circonscription et candidate du Nouveau Parti démocratique de l'Ontario dans la circonscription provinciale de Mississauga—Lakeshore lors des élections provinciales de juin 2022[6] ;
- Mary Kidnew, candidate du Parti vert du Canada, est fondatrice de l'association de circonscription électorale du Parti vert de Mississauga-Lakeshore et première dirigeante de l'Association fédérale des Verts de Mississauga-Lakeshore[7] ;
- Khaled Al-Sudani, candidat du Parti populaire du Canada[8] ;
- Sébastien CoRhino, alias Sébastien Corriveau, candidat du Parti Rhinocéros, est le chef du Parti Rhinocéros ;
- John Turmel, candidat indépendant, est un candidat perpétuel dont l'élection partielle est sa 105e participation à une élection ;
- 33 autres candidats indépendants, appuyés par le Comité du bulletin de vote le plus long (en), groupe organisé pour manifester contre l'abandon de la réforme électorale par le gouvernement Trudeau en 2017, qui bat son propre record du plus grand nombre de candidats nommés dans une seule circonscription au Canada, précédemment établi dans la circonscription de Saint-Boniface—Saint-Vital lors des élections fédérales canadiennes de 2021[9].

### Résultats
Le candidat du Parti libéral, Charles Sousa, remporte l'élection partielle avec plus de 51 % des voix. Le taux de participation est de 27,7 % des électeurs inscrits.